# Беличи (Львовская область)
Бе́личи (укр. Біличі) — село в Старосамборской городской общине Самборского района Львовской области Украины.
Население по переписи 2022 года составляло 1263 человек. Занимает площадь 3,86 км². Почтовый индекс — 82070. Телефонный код — 3238.